# Глибоке (Івано-Франківський район)
Глибо́ке (до 2018 року — Глибока) — село в Україні, у Івано-Франківському районі Івано-Франківської області. Входить до складу Богородчанської селищної громади. Колишній центр сільської ради.

## Географічні дані
Розташоване за 11 км на захід від центру громади, за 9 км від дороги
Надвірна—Івано-Франківськ та за 28 км від залізничної станції Івано-Франківськ. Населення — 1 512 осіб (2000).
У селі бере початок потік Глибока.

## Історія
Перша письмова згадка про Глибоку належить до другої половини XVII століття.
У роки Другої Польської Республіки село було сільською ґміною, а з 1 серпня 1934 року стало центром великої сільської ґміни (рівнозначна волості) Станиславівського повіту.
В 1943 році через село проходили частини червоного партизанського з'єднання Сидора Ковпака, для відсічі яким була створена Українська народна самооборона (УНС). Після реорганізації УНС в УПА ця легендарна народна армія чинила опір окупантам багато років. 19 січня 1945 р. курінь УПА «Смертоносці» (командир Олекса Химинець «Благий») вели цілодобовий жорстокий бій біля села з карателями.
Станом на 1971 рік у селі мешкала 1 401 людина. Тут знаходилася центральна садиба колгоспу імені Шевченка. Господарство мало 3 181 га земельних угідь і вирощувало льон-довгунець, озиму пшеницю, жито, кукурудзу, картоплю і кормові буряки. У колгоспі працював цегельний завод, пилорама. В селі діяли восьмирічна школа, клуб, бібліотека, а також фельдшерсько-акушерський і ветеринарний пункти, відділення зв'язку, ощадна каса, три магазини.

## Народились
- Володимир Байдюк (25 листопада 1989 — 21 листопада 2014) — вояк українського добровольчого корпусу «Правий сектор» під позивним «Морпєх», був одним з тих «кіборгів», які захищали Донецький аеропорт. Встановлена меморіальна дошка на стіні школи[5].
- Іван Озаркевич (5 грудня 1826 — 9 лютого 1903[6]) — український греко-католицький священик, громадський та політичний діяч Галичини у ХІХ ст.
- Гаврилюк Степан – «Жар», («Чубар», «Думка», «Клевець», «0-32»), (1918 - 20.08.1951), референт СБ Станиславівського окружного проводу ОУН.[7]